# Președinte ales al Statelor Unite ale Americii
 Președintele ales al Statelor Unite ale Americii (în engleză The President-elect of the United States) este o persoană aleasă pentru funcția de Președinte al Statelor Unite ale Americii, dar care nu a preluat încă funcția. Președinții Statelor Unite ale Americii sunt aleși de către Colegiul Electoral în luna decembrie a aceluiași an în care au avut loc alegerile, care se țin în prima zi de marți după o zi de luni din noiembrie. Astfel de persoane sunt numite președinți aleși în perioada dintre alegerea lor efectivă în funcție și preluarea funcției.

## Listă a președinților aleși ai Statelor Unite ale Americii
| Partid                |
| --------------------- |
| Niciunul              |
| Federalist            |
| Democratic-republican |
| Democratic            |
| Whig                  |
| Republican            |
| Ordine | Nume                   | Din                  | Până în          |
| ------ | ---------------------- | -------------------- | ---------------- |
| 1      | George Washington      | 10 ianuarie 1789     | 30 aprilie 1789  |
| 2      | John Adams             | 1796                 | 4 martie 1797    |
| 3      | Thomas Jefferson       | 17 februarie 1801[1] | 4 martie 1801    |
| 4      | James Madison          | 1808                 | 4 martie 1809    |
| 5      | James Monroe           | 1816                 | 4 martie 1817    |
| 6      | John Quincy Adams      | 9 februarie 1825[2]  | 4 martie 1825    |
| 7      | Andrew Jackson         | 3 decembrie 1828     | 4 martie 1829    |
| 8      | Martin Van Buren       | 7 decembrie 1836     | 4 martie 1837    |
| 9      | William Henry Harrison | 2 decembrie 1840     | 4 martie 1841    |
| 10     | James Polk             | 4 decembrie 1844     | 4 martie 1845    |
| 11     | Zachary Taylor         | 7 noiembrie 1848     | 4 martie 1849[3] |
| 12     | Franklin Pierce        | 2 noiembrie 1852     | 4 martie 1853    |
| 13     | James Buchanan         | 4 noiembrie 1856     | 4 martie 1857    |
| 14     | Abraham Lincoln        | 6 noiembrie 1860     | 4 martie 1861    |
| 15     | Ulysses Grant          | 3 noiembrie 1868     | 4 martie 1869    |
| 16     | Rutherford Hayes       | 2 martie 1877[4]     | 4 martie 1877[5] |
| 17     | James Garfield         | 2 noiembrie 1880     | 4 martie 1881    |
| 18     | Grover Cleveland       | 4 noiembrie 1884     | 4 martie 1885    |
| 19     | Benjamin Harrison      | 6 noiembrie 1888     | 4 martie 1889    |
| 20     | Grover Cleveland       | 8 noiembrie 1892     | 4 martie 1893    |
| 21     | William McKinley       | 3 noiembrie 1896     | 4 martie 1897    |
| 22     | William Taft           | 3 noiembrie 1908     | 4 martie 1909    |
| 23     | Woodrow Wilson         | 5 noiembrie 1912     | 4 martie 1913    |
| 24     | Warren Harding         | 2 noiembrie 1920     | 4 martie 1921    |
| 25     | Herbert Hoover         | 6 noiembrie 1928     | 4 martie 1929    |
| 26     | Franklin D. Roosevelt  | 8 noiembrie 1932     | 4 martie 1933    |
| 27     | Dwight Eisenhower      | 4 noiembrie 1952     | 20 ianuarie 1953 |
| 28     | John F. Kennedy        | 8 noiembrie 1960     | 20 ianuarie 1961 |
| 29     | Richard Nixon          | 5 noiembrie 1968     | 20 ianuarie 1969 |
| 30     | Jimmy Carter           | 2 noiembrie 1976     | 20 ianuarie 1977 |
| 31     | Ronald Reagan          | 4 noiembrie 1980     | 20 ianuarie 1981 |
| 32     | George H. W. Bush      | 8 noiembrie 1988     | 20 ianuarie 1989 |
| 33     | Bill Clinton           | 3 noiembrie 1992     | 20 ianuarie 1993 |
| 34     | George W. Bush         | 13 decembrie 2000[6] | 20 ianuarie 2001 |
| 35     | Barack Obama           | 4 noiembrie 2008     | 20 ianuarie 2009 |
| 36     | Donald Trump           | 9 noiembrie 2016     | 20 ianuarie 2017 |
| 37     | Joe Biden              | 7 noiembrie 2020     | 20 ianuarie 2021 |
| 38     | Donald Trump           | 6 noiembrie 2024     | 20 ianuarie 2025 |